# Mauro Quiroga
Mauro Daniel „Comandante” Quiroga (ur. 7 grudnia 1989 w Concepción del Uruguay) – argentyński piłkarz występujący na pozycji napastnika, od 2025 roku zawodnik kostarykańskiego Cartaginés.